# New Jacks
New Jacks es el EP debut de la banda Underground de Hip-Hop: New Jacks (más tarde conocida como Bassmint Productions), siendo publicada a finales del año 1989 de forma independiente. El EP años más tarde de su lanzamiento creceria en fama gracias a ser de los primeros trabajos lanzados al público por parte del famoso rapero de Detroit: Eminem.
Los nombres de las canciones del EP (con excepción de «About A Job») fueron olvidadas a través del tiempo por los miembros del grupo; teniendo de ser remplazadas por nombres provisionales por parte de los fans, a la vez que la quinta canción del EP jamás fue encontrada o lanzada al público.

## Lista de Canciones
| N.º   | Título                                           | Duración |  |
| 1.    | «Eat It»                                         | 3:07     |  |
| 2.    | «Blown Away»                                     | 3:59     |  |
| 3.    | «Take 87 & A Half»                               | 3:29     |  |
| 4.    | «Irv-Ski Vs. New Jacks (Ft. Billy T. y Irv-Ski)» | 1:30     |  |
| 5.    | «About A Job»                                    |          |  |
| 6.    | «Teachin' You A Lesson»                          | 1:32     |  |
| 13:37 |                                                  |          |  |